# 関平
関 平（かん ぺい、? - 建安24年12月（220年1月））は、中国後漢末期の武将。父は関羽。兄弟は関興。

## 史実の関平
『三国志』では、220年に関羽の軍勢が荊州において、曹操軍の曹仁・孫権軍の呂蒙らの軍と戦った時に随行し、孫権軍に捕縛され関羽と共に首を討たれたことが、「関羽伝」に記載されているのみである。
生年は不明だが、『華陽国志』では、「妻無子 下城 乞納宜禄妻」という記述があり、関羽は妻が男子を産まなかったという理由で秦宜禄の妻を娶りたいと願い出た。そのことから、199年後に生まれたと思われた。
後述する小説『三国志演義』では関羽の養子として登場するが、『三国志』ではそういった記述はなく実子であるとされている。

## 三国志演義での活躍

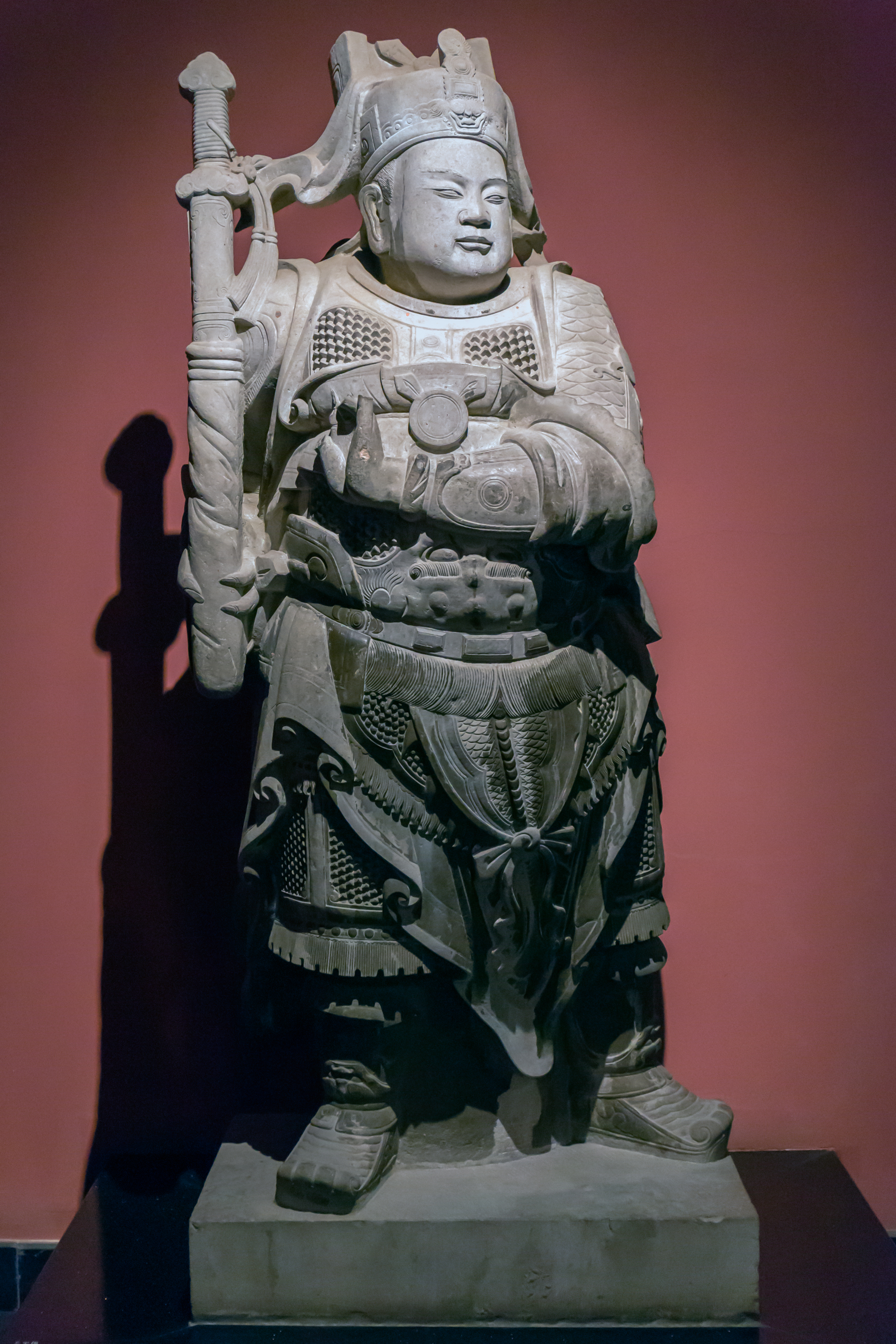
西安碑林の関平の石像

小説『三国志演義』では、河北の住人である関定の次男として登場する。兄は関寧。182年に出生したと設定されている。曹操に徐州を追われ、散り散りになった劉備ら三兄弟の再会した関定の屋敷で初登場する。その際、関定が関平を随行させてほしいと頼み込んだため、劉備のとりなしで子がいない関羽の養子となる。
劉備の養子劉封と行動をともにする場面が多く、新野に夏侯惇が攻めて来た際や、益州の地を取りに行くと称し劉備を殺そうとした周瑜を防いだ際、また益州攻略戦への従軍などで描かれている。益州攻略戦において龐統が戦死したため、諸葛亮たち荊州守備勢の助けを得るため使者として向かい、そのまま関羽と共に荊州に留まる。その後、関羽に従い襄陽攻めなどで活躍するが、呂蒙に攻められ関羽と共に首を斬られている。
この『三国志演義』での描写により、関帝（関羽）を祭った関帝廟の随神として周倉と共に祭られている。右側に立っているのが関平帝君（関平）である。
なお関平死後、義弟として関興の他に関索が登場する。

## その他
銭静方『小説叢考』では、清代に発見された関羽の墓碑なるものを根拠に、関平を関羽の実子とし、光和元年（178年3月以降）に生まれたとしている。なお、関平の字は史実・『演義』において記されていないが、民間伝承では字が「坦之」（たんし）であると伝えられている。京劇古典劇目の『走麦城』でも「関坦之」と記される。2010年の中国のドラマ『三国志 Three Kingdoms』では「定国」と設定されている。また、清代の『江陵県志』によると、関平は鎮東将軍の娘である趙氏（親は不明）を娶ったという。 関平と趙氏の子は関樾という名で、江陵に住んでいたとある。
ただし、上記の内容は少なくとも三国時代1500年以上後に作られた記述であり、信憑性は低いと言える。
NHKの『人形劇 三国志』では、父と生き別れ司馬徽の家で童子として働いていたところ、劉備たちと出会い行動を共にするようになる。関羽を実父同然に慕ううちに義子として迎えられ、立派な武将に成長し活躍するという大いに脚色された設定がなされている。作中では演義での関興の役割も吸収し、諸葛亮の北伐にも従って姜維と共に彼の最期を看取り、長い物語の終焉を飾る大事な役割を果たしている。